# Moacyr Lopes Júnior
Moacyr Lopes Júnior é um advogado paulistano, nascido em 1968, que foi fotojornalista da Folha de S.Paulo por 22 anos, tendo ganhado o Prêmio Internacional de Jornalismo Rei de Espanha de 1997, o Prêmio de Direitos Humanos Vladimir Herzog, três Prêmios Folha de Jornalismo entre outros prêmios importante do jornalismo, que deixou o jornal e montou o escritório onde atua na advocacia contenciosa.